# Mohamed Elmoutaoikil
Mohamed Elmoutaoikil, (en árabe: الشيخ محمد المتوكل;  también transliterado como Mohammad al-Mutawakil (Assa, 10 de octubre de 1966) es un activista saharaui de los derechos humanos en el Sáhara Occidental. Es miembro del Colectivo de Defensores Saharauis de Derechos Humanos (CODESA).

## Biografía
Elmoutaoikil es licenciado en geología. 
Fue encarcelado después de ser arrestado durante la "Intifada de la Independencia" de 2005. Estuvo preso en 1992 durante un año, y luego fue arrestado varias veces más. Trabajó como funcionario en Casablanca (fue secretario general del municipio de Ben Msik, en Casablanca, en 2001). Anteriormente había sido secretario general del municipio de Assa, antes de ser obligado por las autoridades marroquíes a huir de Assa a Casablanca.
En 1992 fue condenado a un año de prisión por participar en la manifestación política pacífica del 24 de septiembre para exigir la autodeterminación del pueblo del Sáhara Occidental, en su ciudad natal de Assa. Cumplió su condena en la prisión de Inezgane.  Había sido miembro de la rama saharaui de la organización de derechos humanos Foro por la Verdad y la Justicia hasta su ilegalización y disolución por las autoridades marroquíes. Actualmente es miembro de la sección Foro por la Verdad y la Justicia, con sede en Casablanca, que sigue siendo una asociación legalmente registrada.
Elmoutaoikil fue detenido de nuevo el 20 de julio de 2005 en su casa de Casablanca junto con otro activista de CODESA, Mohamed Fadel Gaoudi. Fueron interrogados sobre los acontecimientos en curso en el Sáhara Occidental y luego trasladados a otra comisaría de policía en El Aaiún. Luego fue acusado de "participar e incitar a actividades de protesta violentas". Del 8 de agosto al 29 de septiembre, se unió a otros activistas encarcelados en una huelga de hambre.
El 14 de diciembre de 2005, Elmoutaoikil fue condenado a 10 meses de prisión por un tribunal marroquí de El Aaiún, en un juicio en masa con otros 13 activistas saharauis, entre ellos Aminetu Haidar. Justo antes del juicio, Amnistía Internacional y Human Rights Watch publicó unos informes describiendo graves irregularides en el procedimiento judicial y afirmando que no era un juicio justo. Fue descrito por estas organizaciones como preso de conciencia. Finalmente tras grandes presiones de estas organizaciones y la comunidad internacional fueron liberados mediante indulto real.
Está casado con Minatou Bainaho y es padre de tres hijos. 